# Anders Sandøe Ørsted Bull

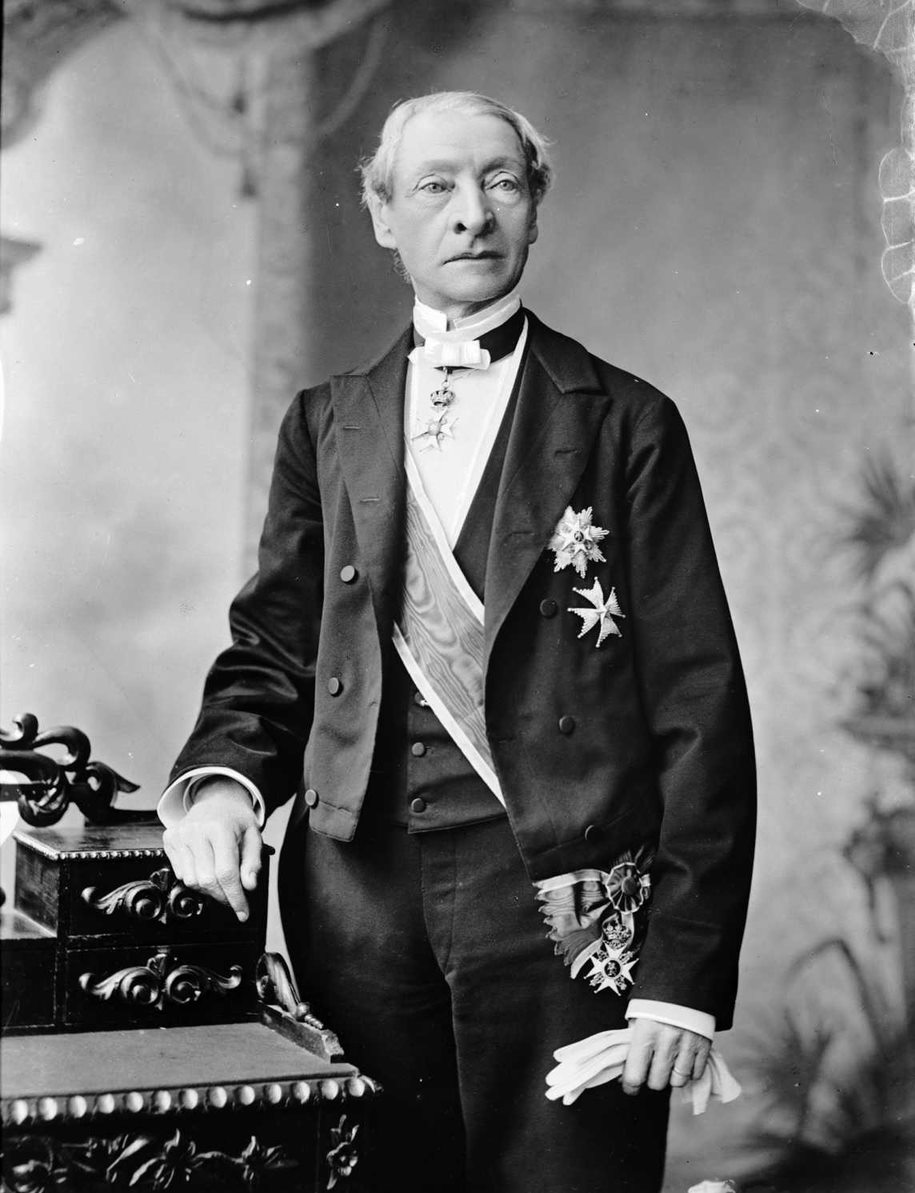
Anders Sandøe Ørsted Bull, 1899.

Anders Sandøe Ørsted Bull, född den 13 september 1817 i Bergen, död den 15 april 1907, var en norsk ämbetsman och statsråd, son till justitiarius i Høyesterett Georg Jacob Bull (1785–1854) och Barbara Albertine Ørsted (1783–1865), en syster till de berömda bröderna A.S. och H.C. Ørsted.
År 1835 blev han student cum laude från Bergens katedralskola, i januari 1840 juris kandidat med samma betyg. Han blev anställd i armédepartementet 1837, blev fullmäktig den 10 januari 1846, byråchef den 12 juli 1850 och expeditionssekreterare den 4 augusti 1854. Han utnämndes till generalkrigskommissarie för land- och sjöstaten den 25 februari 1860. 
Under en följd av år fungerade han som extra ordinarie assessor i Høyesterett, och var flera gånger tillfördnat statsråd, samt medlem av olika kungliga kommissioner angående militära förhållanden. Åren 1877 och 1878 var han ordförande i Kristiania kommunstyrelse. År 1884 blev han minister i armédepartementet. Bull förlänades den 21 januari 1890 av kungen storkorset av Sankt Olavs orden.